# Línea 115 (Santiago de Chile)
La Línea 115 de Red (anteriormente llamado Transantiago) tiene como nombre Villa El Abrazo - Metro Los Héroes, y une la Villa El Abrazo, ubicada en el surponiente de Maipú, con el Centro de Santiago, abasteciendo también a un sector importante de la comuna de Pedro Aguirre Cerda y Cerrillos; teniendo como eje principales el Camino a Melipilla y la avenida Carlos Valdovinos.
Forma parte de la Unidad 5 del Transantiago, operada por Metbus, correspondiéndole el color verde turquesa a sus buses normales o rojo blanco en los buses eléctricos.

## Flota
El servicio 115 es operado principalmente con máquinas de 12 metros, con chasís Mercedes Benz O500U carrozadas por Caio Induscar (Mondego H), los cuales tienen capacidad de 90 personas aproximadamente. 
Anteriormente operaba principalmente con máquinas con chasís Volvo B7R carrozadas por Marcopolo (Gran Viale) y Caio Induscar (Mondego L), los cuales tenían capacidad de 90 personas. En ciertos horarios de mayor afluencia de público, se utilizaban buses articulados de 18 metros con capacidad de 180 personas, cuyo chasis es Volvo B9Salf y son carrozados por Marcopolo (Gran Viale) y Busscar (Urbanuss).
Además, ocasionalmente se podían ver buses de 10 metros con chasis Agrale MT 12.0 LE, con capacidad cercana a las 70 personas, y carrozados por Caio Induscar (Mondego H). Estos buses se presentaban en muy baja proporción.

## Historia
El primer año de Transantiago fue caótico para algunos sectores periféricos de Santiago, como la Villa El Abrazo. Ahí se vivían problemas de capacidad de transporte, lo que ocasionaba que a pesar de la frecuencia del servicio I04 que abastecía el área, y la posibilidad de los sectores cercanos al Camino a Melipilla de abordar líneas interurbanas, no existiera una oferta de transporte suficiente en horas punta, lo que causaba que gente quedara botada en los paraderos.
A raíz de lo anterior,  en noviembre de 2007 se iniciaron protestas de los vecinos, en las cuales se demandaba un servicio que aliviara este problema y que además, transportara sin trasbordos a la gente hasta el Centro de Santiago. Incluso, las protestas fueron respaldadas por el entonces alcalde de Maipú, Alberto Undurraga. 
Por otra parte, durante el año se había planteado por parte de Transantiago la creación de un servicio del entonces Troncal 1 que uniera Pedro Aguirre Cerda con el Centro de Santiago, por Carlos Valdovinos. En lo anterior fueron basado finalmente dos recorridos, el plan original, con un nuevo destino, Ciudad Satélite, con el número 113; y la casi vecina Villa El Abrazo, con el servicio 115.
El servicio en sí no ha sufrido modificaciones en su ruta, pero sí en su flota. Desde su inicio hasta el ano 2011, se operó sólo con buses "enchulados" para paulatinamente ir cambiando su flota a la estándar de Transantiago, aunque ocasionalmente, aparecían buses "enchulados" apoyando al servicio en horas punta.
A partir de enero de 2017 el servicio modificó su cabezal de Santiago Centro, llegando hasta la estación Los Héroes.
En enero de 2019 el recorrido pasó a ser operado por Metbus debido al fin de la operación de Alsacia desde el 22 de octubre de 2018.

## Trazado

### 115 Villa El Abrazo - Metro Los Héroes
| - Comuna de Maipú - Paracelso - Jorge Guerra - Judea - Arabia - El Labrador - Av. 4 Poniente - Camino a Melipilla - Comuna de Cerrillos - Corredor Pedro Aguirre Cerda (Av. Pedro Aguirre Cerda) - Buzeta - Comuna de Pedro Aguirre Cerda - Av. Alcalde Carlos Valdovinos - Comuna de Santiago - Viel - Ñuble - Lord Cochrane - 10 de Julio - Dieciocho - Santa Isabel - Manuel Rodríguez | - Comuna de Santiago - Av. Libertador Bernardo O'Higgins(**) - San Ignacio(*)(**) - Comuna de San Miguel - San Ignacio(*) - Av. Alcalde Carlos Valdovinos - Comuna de Pedro Aguirre Cerda - Av. Alcalde Carlos Valdovinos - Comuna de Cerrillos - Av. Alcalde Carlos Valdovinos - Av. Pedro Aguirre Cerda - Corredor Pedro Aguirre Cerda (Av. Pedro Aguirre Cerda) - Comuna de Maipú - Camino a Melipilla (Ruta 76) - Egipto - El Labrador - Arabia - Judea - Jorge Guerra - Paracelso |

(*)Durante la hora punta de mañana, de lunes a viernes de 7:30 a 10:00 horas el servicio de regreso está afecto a desvíos por reversibilidad de calle San Ignacio.
(**)El servicio presenta desvío por obras de la Plaza de la Ciudadanía, por lo tanto no pasa por Nataniel Cox ni Tarapacá, virando de Alameda directamente a San Ignacio
| - Solo Ida - Av. Libertador Bernardo O'Higgins - San Ignacio - Padre Felipe Gómez de Vidaurre - Coronel Pantoja - Sazié - Av. Manuel Rodríguez - Av. Viel - Av. José Joaquín Prieto Vial - Av. Alcalde Carlos Valdovinos - Retorno a ruta original |

## Puntos de Interés
- Villa El Abrazo
- Parque Bicentenario Cerrillos
- Metro Cerrillos
- Lo Valledor
- Metro Lo Valledor
- Metro Pdte. Pedro Aguirre Cerda
- Metro Rondizzoni
- Metro La Moneda